# Грејам Дјуз
Грејам Дјуз (енгл. Graham Dewes; 24. јануар 1982) фиџијански је рагбиста и репрезентативац. У дресу Фиџија је дебитовао против Јапана, у мају 2007. Био је део репрезентације Фиџија на светском купу 2007. За Фиџи је до сада постигао 1 есеј у 29 утакмица. Тренутно игра за Каунтис манукау стилерсе на Новом Зеланду.